# Campo Sant'Angelo
Le Campo Sant'Angelo, ou, en vénitien, campo Sant 'Anzolo, est une place de Venise, située dans le sestiere de San Marco, au milieu du parcours reliant le campo Manin et le campo Santo Stefano. Le campo doit son nom à l'église homonyme qui se tenait là.

## Description
Campo Sant'Angelo est un espace de grandes dimensions, situé dans un endroit important, au cœur de la ville: d'ici partent les rues menant à Santo Stefano (et donc au pont de l'Accademia), au campo Manin (et donc au campo San Luca, et d'ici, au Rialto et à San Marco).
Les bâtiments les plus remarquables sont le palazzo Trevisan Pisani, le palazzo Gritti Morosini, le palazzo Duodo et le complexe du monastère de Santo Stefano.
Dans la partie occidentale de la place se trouve le petit Oratoire de l'Annonciation, de fondation ancienne (il a été construit par Morosini au Xe siècle), maintenant enrichi de cinq vitraux de Murano, par Luciano Canal.
Il y a aussi deux puits dont un véritablement du XVe siècle.
Dans le domaine se trouvait l'église de l'Archange Saint Michel, démolie au XIXè siècle à la suite des répressions napoléoniennes des années 1807-1810.

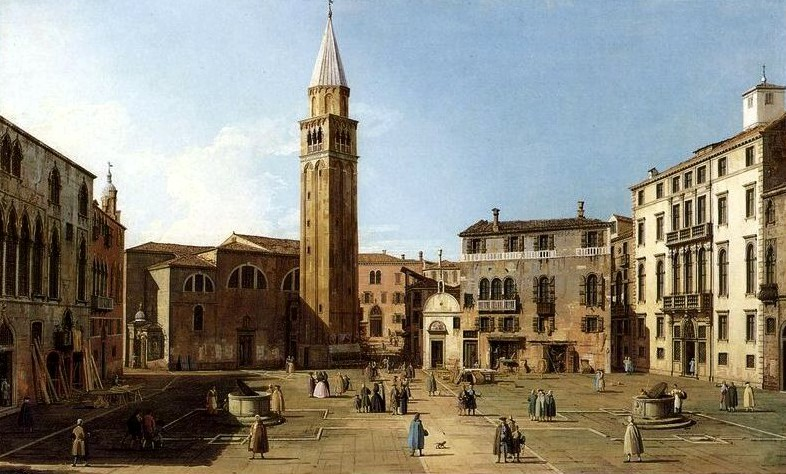
Campo Sant'Angelo, Canaletto: au centre, l'église, aujourd'hui démolie
Chasse à l'ours Campo Sant'Angelo Gabriele Bella

## Images

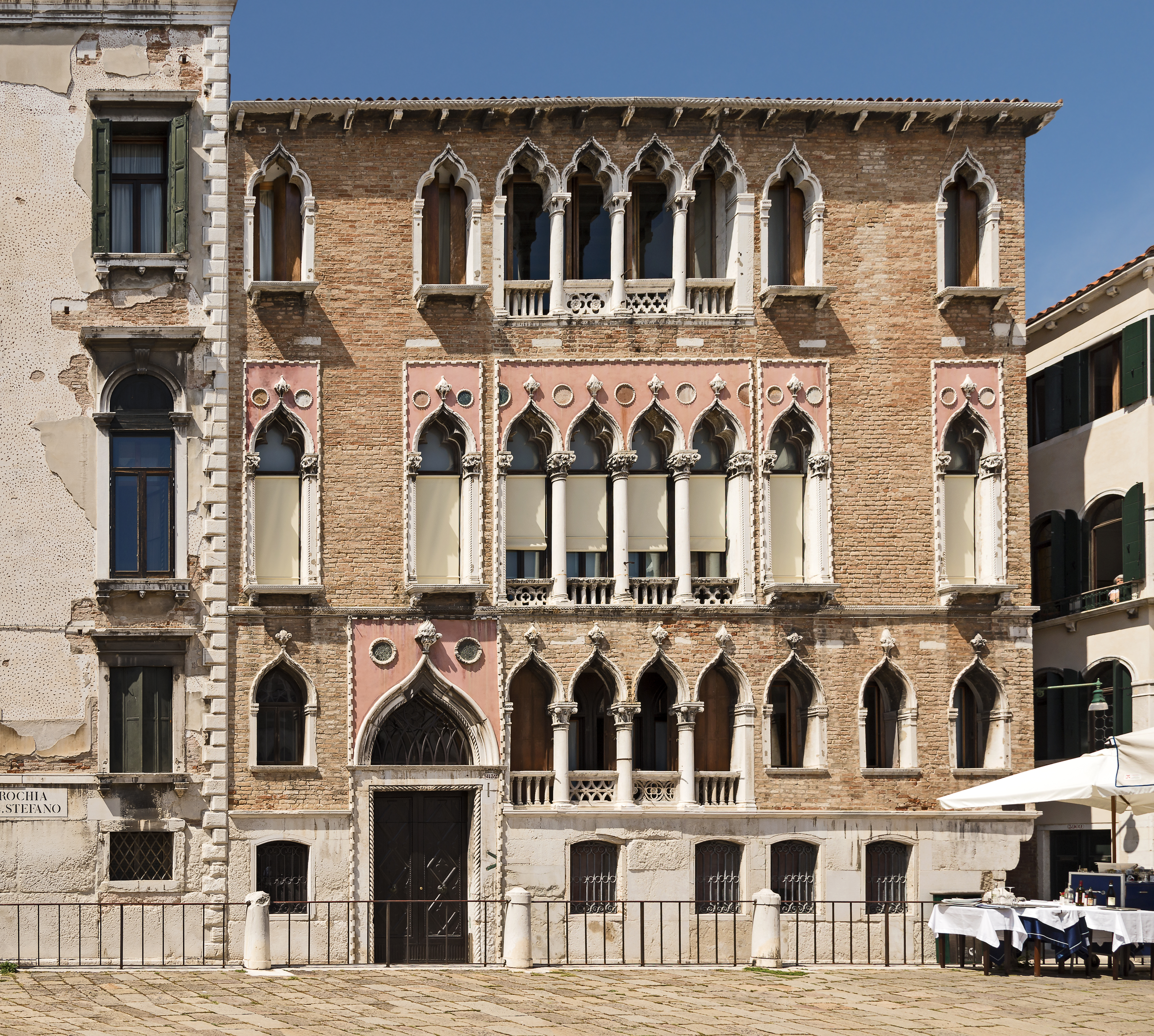
Palazzo Gritti Morosini
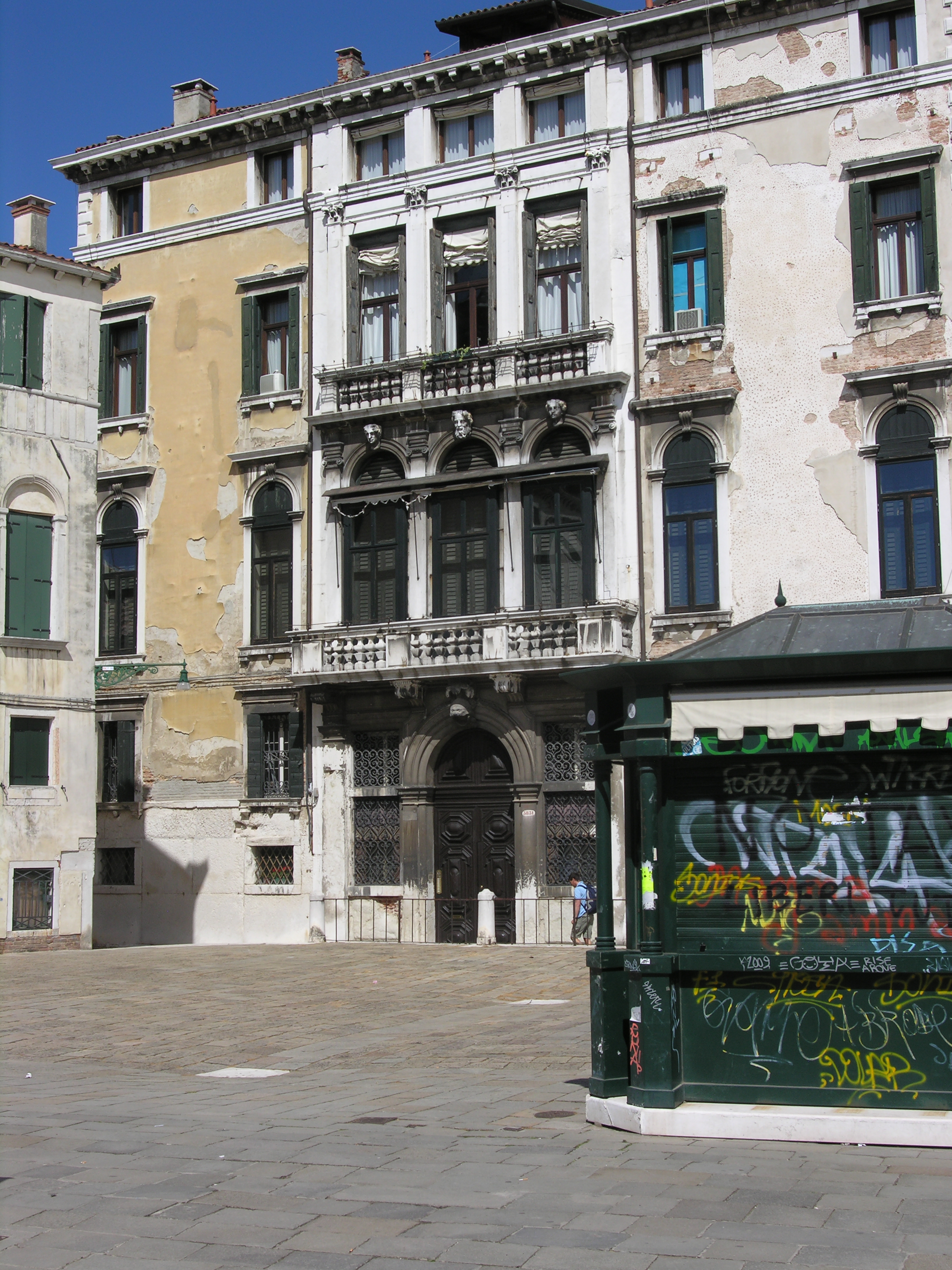
Palazzo Trevisan Pisani
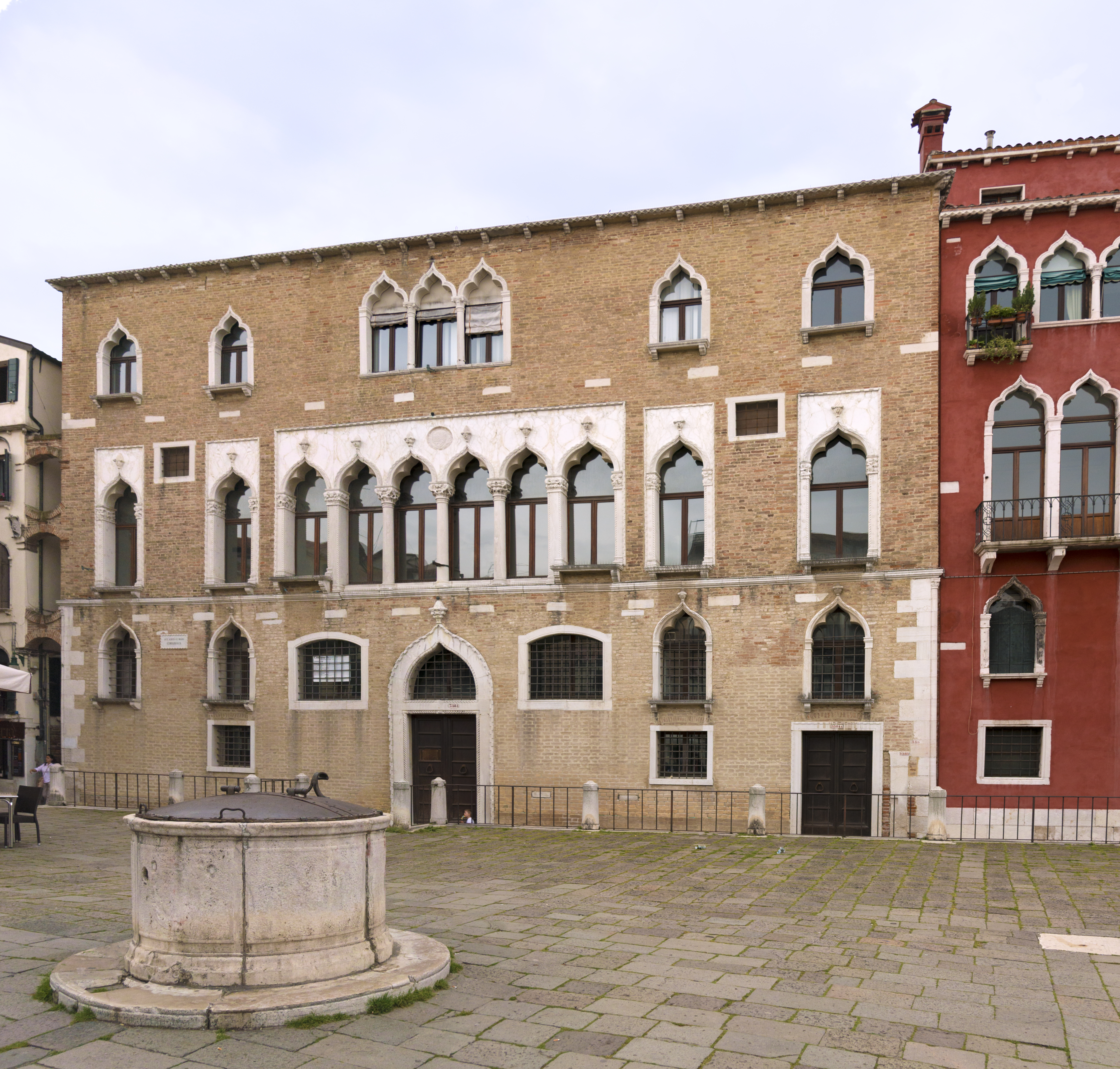
Palazzo Duodo et l'un des deux puits
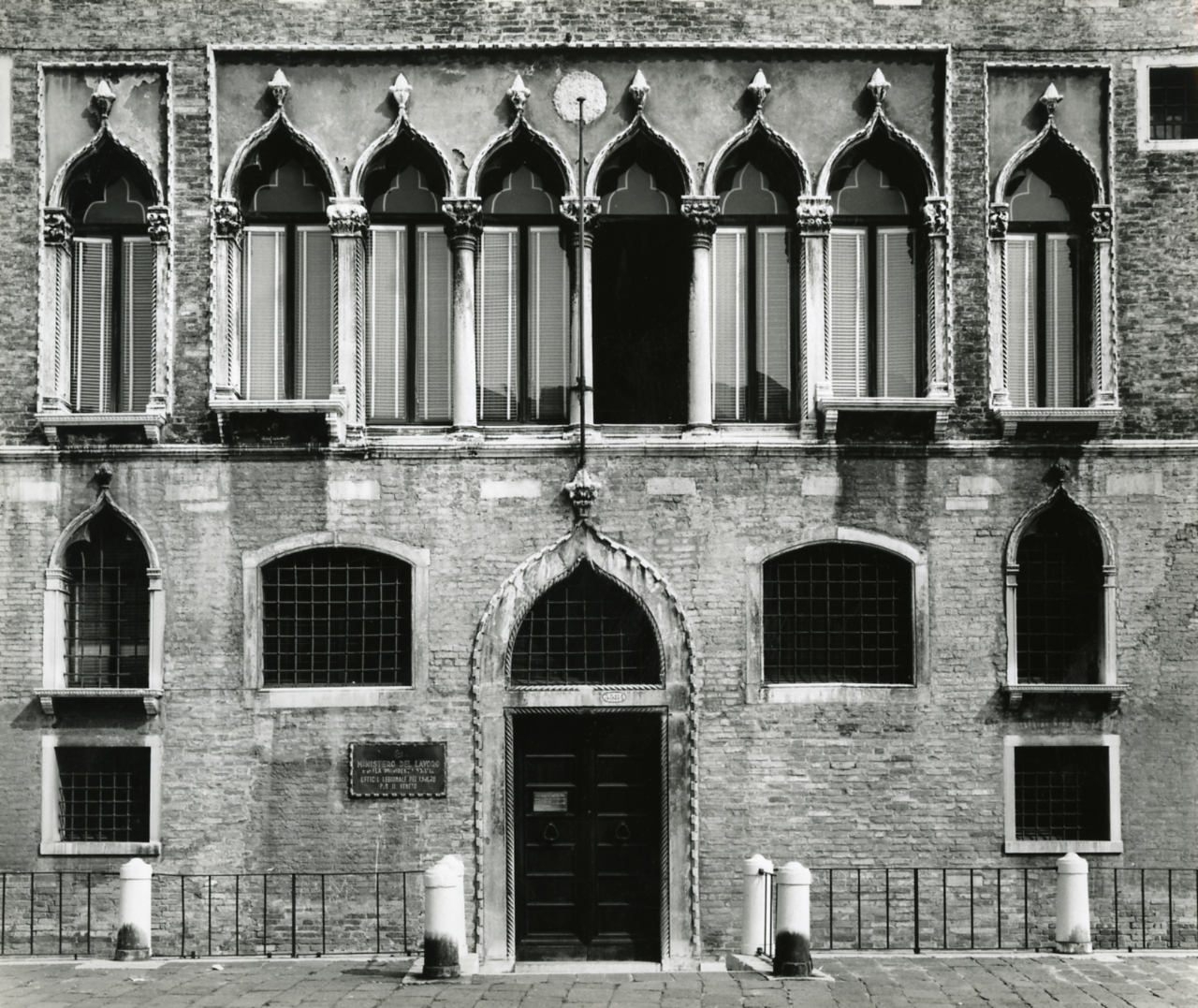
Palazzo Duodo, détail de la façade. Photo par Paul Monti, 1969
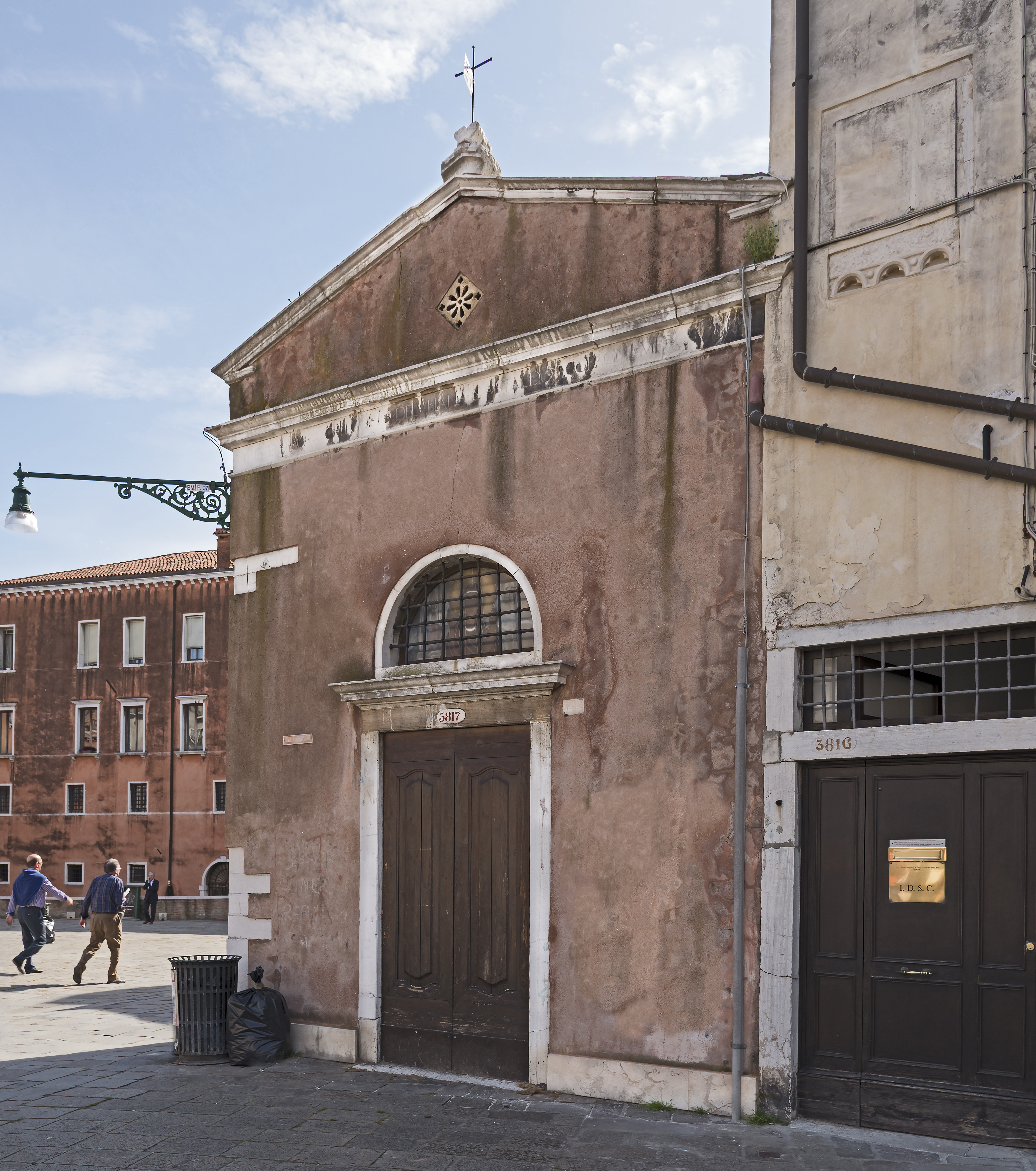
Oratoire de l'Annunziata